# Дім Д'Евре

Герб

Дім д'Евре (фр. Maison d'Évreux) — молодша гілка французької королівської династії Капетингів, яка існувала з початку XIV століття до середини XV століття. Дім д'Евре правив Наваррським королівством. Назва походить від невеликого Евреського графства в Нормандії.
Династія була заснована Людовиком, графом Евреським. Він був третім сином Філіпа III Сміливого від його другої дружини Марії Брабантської. Людовік одружився з Маргаритою д'Артуа, у них було 2 синів:
- Карл д'Етамп, який продовжив головну лінію дому д'Евре.
- Філіп III Д'Евре, який, одружившись з Жанною ІІ, заснував наваррську лінію дому д'Евре.

Головна лінія припинила своє існування в 1400 році — діти Карла д'Етампа не мали потомства. Наваррська лінія продовжилась аж до 1425 року, коли рід припинив своє існування по чоловічій лінії зі смертю Карла ІІІ, який не залишив після себе потомства. Престол перейшов до Бланки I, смерть якої у 1441 році повністю припинила існування дому д'Евре.

Герб Наваррської лінії

## Відомі представники дому д'Евре
- Жанна д'Евре, третя дружина французького короля Карла IV Красивого, останнього представника династії Капетингів на французькому троні.
- Людовик д'Евре, син Філіпа ІІІ Сміливого, короля Франції.
- Бланка д'Евре, друга дружина короля Франції Філіпа VI Валуа.
- Філіп ІІІ Д'Евре, король Наварри
- Карл ІІ (король Наварри)
- Жанна Наваррська, королева Англії і друга дружина Генріха IV.
- Карл ІІІ (король Наварри)
- Бланка І (королева Наварри)